# Utzenstorf
Utzenstorf es una comuna suiza del cantón de Berna, situada en el distrito administrativo del Emmental. Limita al norte con las comunas de Wiler bei Utzenstorf, Zielebach y Obergerlafingen (SO), al este con Koppigen, Niederösch y Oberösch, al sur con Ersigen, Kirchberg, Rüdtligen-Alchenflüh y Aefligen, y al oeste con Bätterkinden.
Hasta el 31 de diciembre de 2009 situada en el distrito de Fraubrunnen.

## Transportes
Ferrocarril
Cuenta con una estación ferroviaria en la que efectúan parada trenes regionales y de cercanías pertenecientes a la red S-Bahn Berna.

## Personalidades
- Jakob Steiner, matemático.